# Християнська наука
Християнська наука (англ. Christian Science) — релігійна течія, заснована в 1879 Мері Бейкер-Едді . Виникла на основі ліберального протестантизму. Послідовники цього вчення організовані в Саєнтистську церкву Христа (Church of Christ, Scientist).

## Термінологія
Назва релігії англійською мовою — «Christian Science», що перекладається як «християнська наука» (основний підручник вчення — Наука і здоров'я з Ключем до Святого Письма). Термін є назвою релігійного руху, а не синонімом християнського богослов'я, саєнтології (назва якої також утворена від англійського слова «наука») або групи науковців, які сповідують християнство.

### Назва церкви
Материнська церква в Бостоні, заснована Бейкер-Едді, називається The First Church of Christ, Scientist. Спочатку Бейкер-Едді планувала назвати свою церкву «Церквою Христа» (англ. Church of Christ), проте церква з такою назвою вже була інкорпорована в штаті Массачусетс. В 1879 році церква була зареєстрована з назвою «Church of Christ (Scientist)». Слово «scientist» тут використовується за тим же принципом, що й «methodist» у методистській церкві або «universalist» в універсалістській церкві, тобто Церква Христа «саєнтистська». У 1892 році назва материнської церкви була остаточно змінена на The First Church of Christ, Scientist.

### Найменування послідовників
Англійською послідовники «Християнської науки» називаються «Christian Scientists», що «Науки і здоров'я» перекладає як «Християнські саєнтисти» .

## Витоки
«Християнська наука» виникла США у ХІХ столітті на тлі ослаблення протестантизму . Засновницею стала Мері Бейкер-Едді, на погляди якої раніше вплинули праці цілителя Фінеаса Квімбі . Головна («материнська») церква цього руху знаходиться в Бостоні . Послідовниками церкви є близько 85 тисяч осіб, більшість із них у США. У Росії на 2020 рік є кілька сотень послідовників .
Одна з найзнакових церков «Християнської науки» — Сімнадцята саєнтистська церква Христа в Чикаго, пам'ятка брутальної архітектури.

## Віровчення
«Християнська наука» поділяє християнську віру у всемогутнього бога, визнає авторитет Біблії (хоч і не вважає її непогрішною) і вважає розп'яття і воскресіння Ісуса Христа незамінними для спокути людства .
Відмінність від традиційного християнства полягає в тому, що в житті Ісуса ця церква бачить приклад божественного синівства, яке належить усім чоловікам та жінкам як дітям бога. Його зцілення і перемога над смертю розглядаються як докази того, що обмеження смертного стану можуть бути поступово подолані в міру того, як людина набуває «розуму Христа», тобто розуміння істинного духовного статусу. Таке досягнення вимагає поглянути за межі матеріальних явищ на духовну реальність, яку ортодоксальне християнство пов'язує з небесами, але яку «Християнська наука» вважає очевидним фактом .
Священними книгами «Християнської науки» вважаються Біблія та «Наука і здоров'я з Ключем до Святого Письма» авторства Мері Бейкер-Едді .
Бейкер-Едді писала, що в 1866 році була зцілена після того, як прочитала в Біблії опис зцілення хворих Христом. Вона вважала, що зцілення, подібне до такого, доступне більшості людей. Після цього вона присвятила багато років вивченню Біблії та виклала своє розуміння у книзі «Наука і здоров'я», перше видання якої вийшло 1875 року. За її словами, до публікації книги вона протягом двох років була свідком зцілень хворих, які перейнялися вченням «Християнської науки» (опис цих випадків Бейкер-Едді включила до розділу «Плоди» англ. Fruitage). Прихильники вчення вважають, що і людина, і Всесвіт за своєю природою є духовними, а не матеріальними, і що добро, здоров'я та чеснота є реальністю, тоді як зло, хвороба та гріх є уявними продуктами фіктивного матеріального існування. Прихильники «Християнської науки» вважають, що через молитву, знання та розуміння можна досягти практично всього за допомогою бога — зокрема шляхом молитви можна досягти зцілення від хвороб.
Молитва, з погляду «Християнської науки», не просить бога про втручання, але скоріше є процесом ознайомлення з духовною реальністю бога — «пробудженням мислення смертних» поступово, аж до розуміння духовної істини. Прихильники доктрини вважають, що з усіх методів лікування (медикаментозних, хірургічних тощо.) слід віддати перевагу зціленню через особливі молитви, створені задля пробудження духовності у мисленні.
«Християнська наука» не вірить у реальність чи неминучість смерті, а вважає смерть одним із матеріальних явищ, реальність яких вона відкидає . Слова " небеса " і " пекло ", хоч і вживаються для опису того, що відбувається після смерті, вважаються не місцями, а «станами розуму» . Ті, хто «пройшов» через «зміну, яку називають смерть», не спілкуються з живими, але не перестають існувати і не втрачають свою особисту ідентичність. Однак знання про те, що смерті немає, може бути досягнуто тільки шляхом «свідомого єднання з Богом» і свідомого розуміння, що «життя, Бог, скрізь, а отже, смерть ніде, адже для неї місця немає» .
«Християнська наука» розглядає зло як помилку і помилку смертного розуму, відмовляючи йому в реальності; зло безсиле. Марк Твен і Стефан Цвейг скептично ставилися до ідей «Християнської науки». Релігієзнавець Роберт Еллвуд характеризував «Християнську науку» як «ретельно інтегровану систему з елементів трансценденталізму, кальвіністської боротьби світла з пітьмою та престижу науки» .

## Саєнтистська церква Христа

### Організація

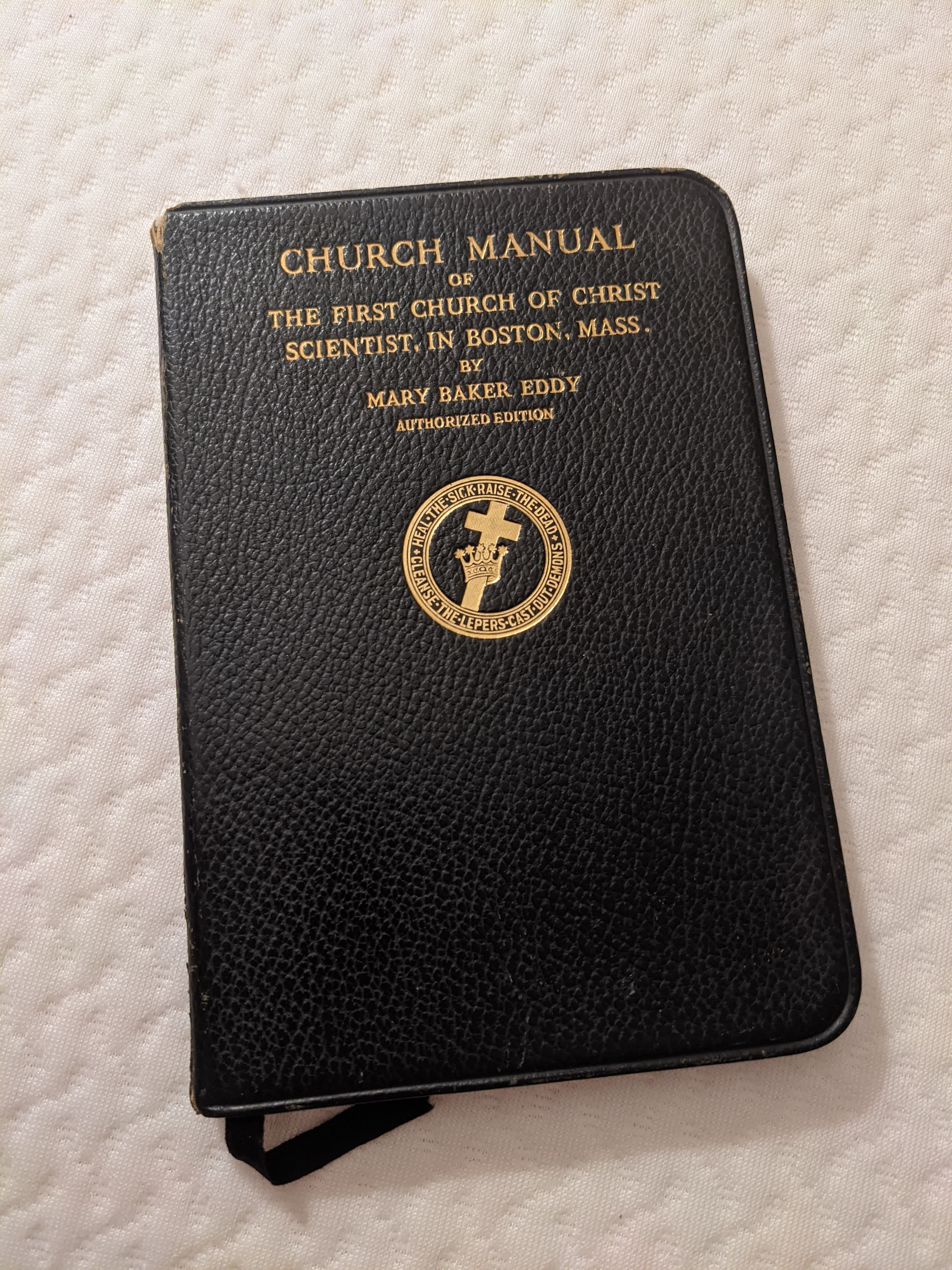
Керівництво «Материнської церкви» (89-е вид.)

Церковний устрій «Християнської науки» закріплено у керівництві «Материнської церкви» Manual of the Mother Church) — своєрідної конституції цієї релігії, написаної особисто Едді. Останнє видання (89-е) було опубліковане 17 грудня 1910 року, через два тижні після смерті авторки, і з тих пір не змінювалося.
Згідно з керівництвом (стаття 28), єдиною церквою «Християнської науки» є «Материнська церква» у Бостоні. Послідовники «Християнської науки» можуть організовувати дочірні церкви (англ. branch churchesbranch churches (церкви- філії), проте така церква повинна складатися як мінімум з 16 осіб, з яких четверо є членами «Материнської церкви». Також у дочірній церкві має бути як мінімум один зареєстрований «християнський вчений» (англ. practitioner), який закінчив двотижневі курси і працює цілителем або духовним помічником.
Дочірні церкви повністю автономні у своєму самоврядуванні, однак мають носити ім'я Church of Christ, Scientist і послідовно нумеруватися в міру виникнення нових в одному населеному пункті (наприклад, First Church, New York; Seventeenth Church, Chicago). Означенийий артикль the використовується тільки в назві Материнської церкви. Крім того, дочірнім церквам заборонено відкривати свої філії або інші підлеглі структури, однак вони вільні відбудувати будівлю на свій смак  або проводити богослужіння там, де вирішить громада.

#### Парафіяльне життя
Кожна громада «Християнської науки» обирає собі двох читців терміном від року до трьох років. Під час богослужіння перший читець читає запропоновані уривки з «Науки та здоров'я», тоді як другий з Біблії. Якщо громада вирішує відбудувати собі церкву, обряд освячення не проводиться доти, доки будівля не буде повністю оплачена.
При кожній церкві існує недільна школа, заняття в якій проводяться в той же час, що й основне богослужіння тижня для молоді до 20 років, а також особлива читальня, що функціонує одночасно як бібліотека літератури «Християнської науки» та церковна крамниця (хоча читальня може також існувати й окремо від церкви). Приймальні «християнських вчених» раніше також розташовувалися при церквах, проте згодом від цієї практики відмовилися.

## Символіка

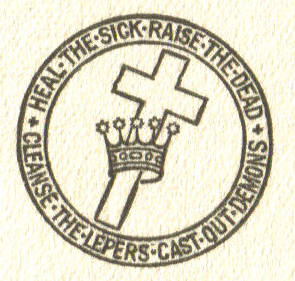
Емблема «Християнської науки».

Офіційним символом «Християнської науки» є печатка (англ. Cross and Crown Emblem) у вигляді нахиленого хреста, що пронизує корону, в обрамленні біблійної цитати (Мф 10:8) за виправленим виданням Біблії короля Якова 1881 року (Revised Version), проте, з тією відмінністю, що слово «devils» було замінено на «demons», взяте з текстологічного коментаря, що супроводжує цей переклад : «Хворих зцілюйте, прокажених очищайте, мертвих воскрешайте, демонів виганяйте» (англ. Heal the sick, raise the dead, cleanse the lepers, cast out demons).
Хоча в такому вигляді ця емблема вперше з'явилася в 1881 році на обкладинці третього видання «Науки і здоров'я», Едді використовувала символ хреста і корони і раніше: так, в 1876 при вході в її будинок в Лінні в Массачусетсі висіла табличка «Будинок християнських вчених Мері Б. Гловер» (англ. Mary B. Glover's Christian Scientists’ Home), з одного боку якої була зображена відкрита книга, а з іншого — корона над нахиленим хрестом.
У 1915 році, через п'ять років після смерті Едді, фінальна емблема почала охоронятися авторським правом. У ранній версії емблеми використовувалася не королівська корона, а корона спадкоємця, тобто. так званий " коронет ", що не узгоджувалося з поширеним у християнстві тлумаченням цього символу: хрест ототожнюється із земними стражданнями, тоді як корона уособлює небесну славу. У 1908 року корону замінили на доречнішу, тобто " Небесну ".

Іншим важливим символом є факсимільний підпис Бейкер-Едді, який часто поміщається на «Науку і здоров'я», а також інші публікації.

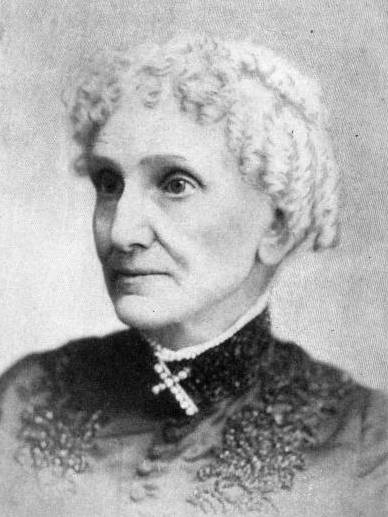
Едді з прикрасою у вигляді хреста (1892)
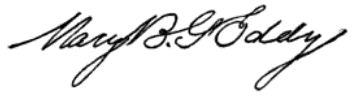
Один із факсимільних підписів Едді.
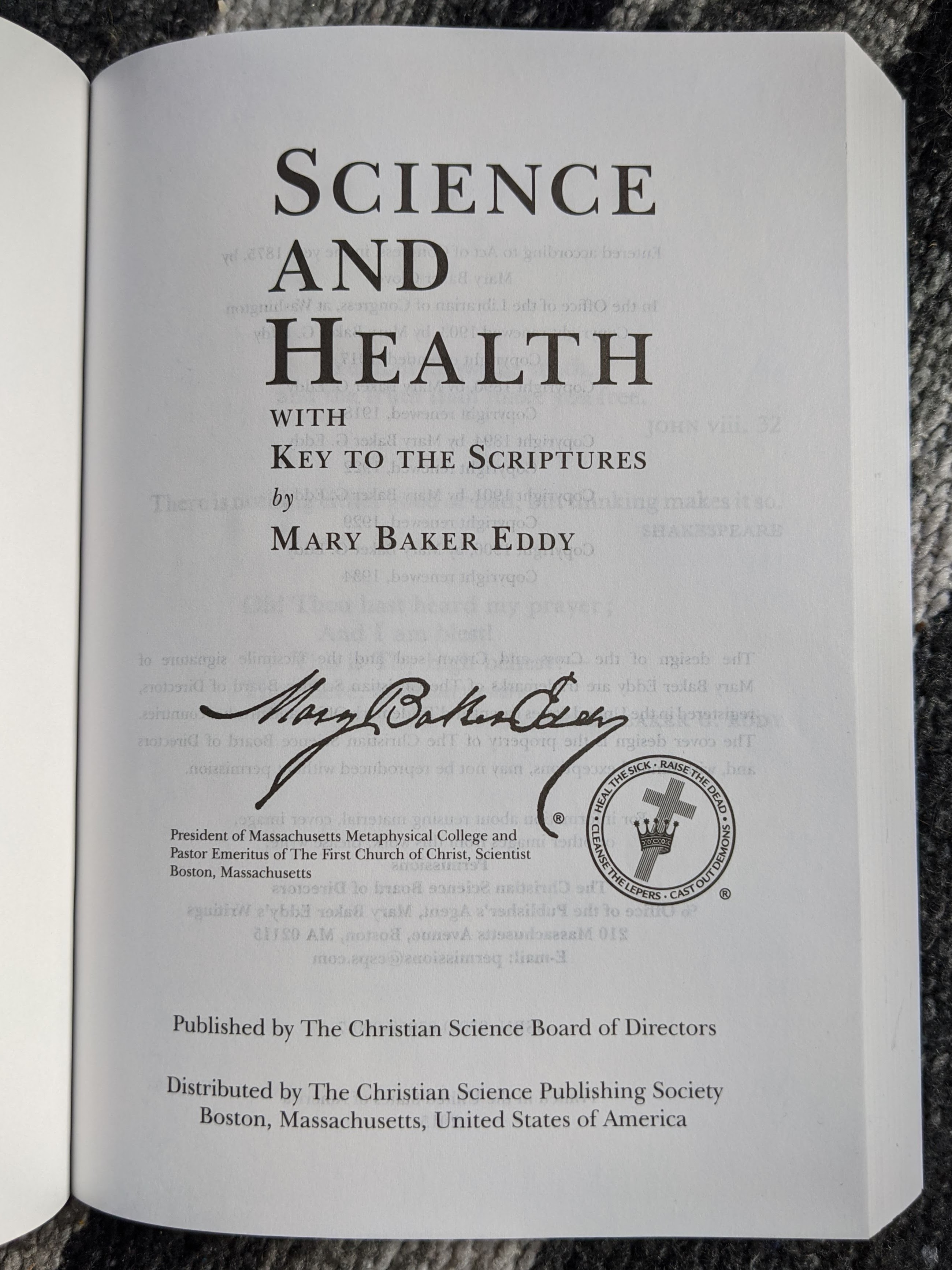
Титульна сторінка видання 2015 року з печаткою, підписом та посадами Едді:

## Архітектура
Саєнтистські церкви відрізняються високими архітектурними стандартами, будь то традиційний для Нової Англії колоніальний стиль, неокласика чи модернізм:

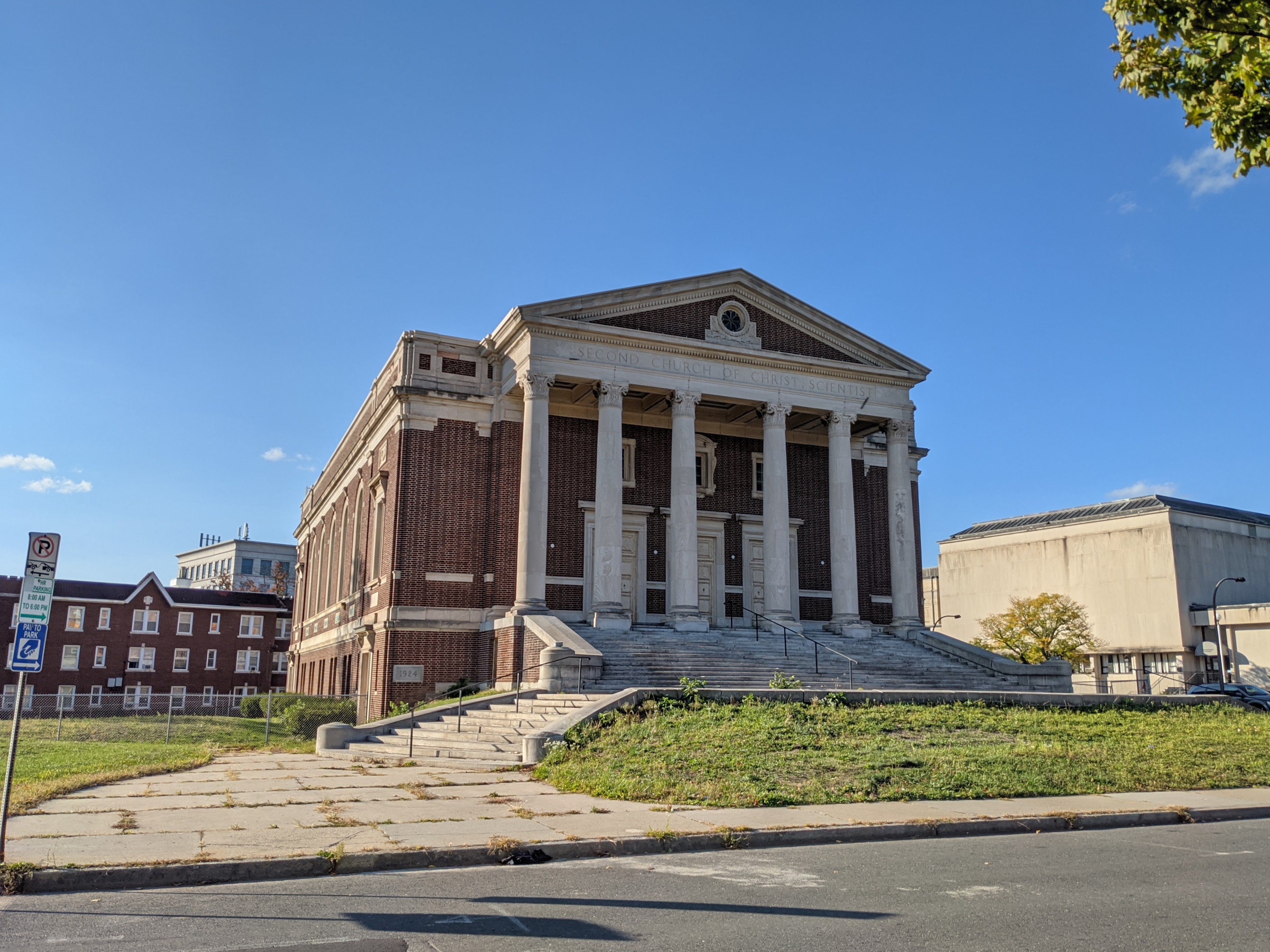
Друга церква в Гартфорді в Коннектикуті. Неподалік розташований Капітолій штату.
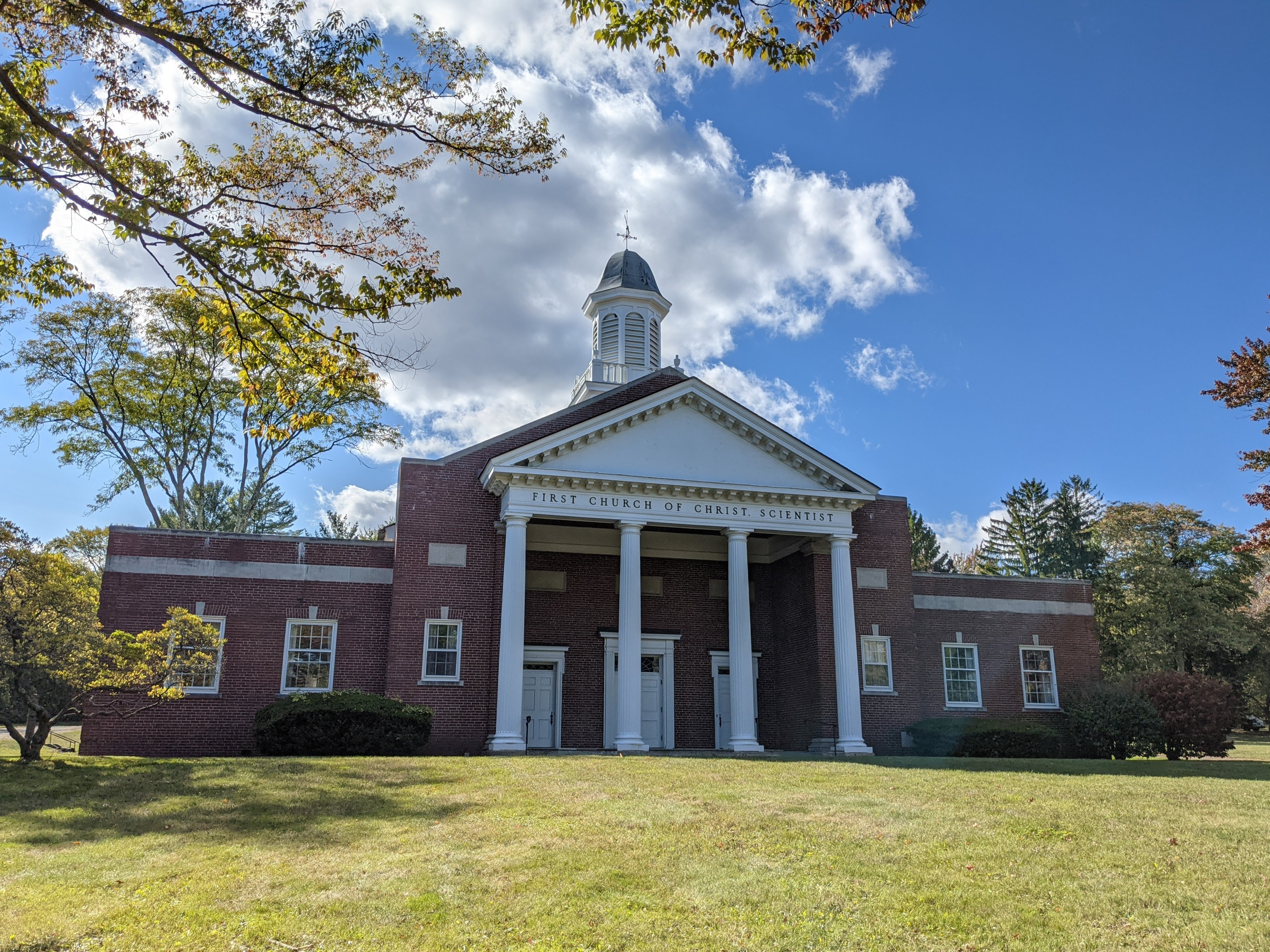
Перша церква у Гартфорді.
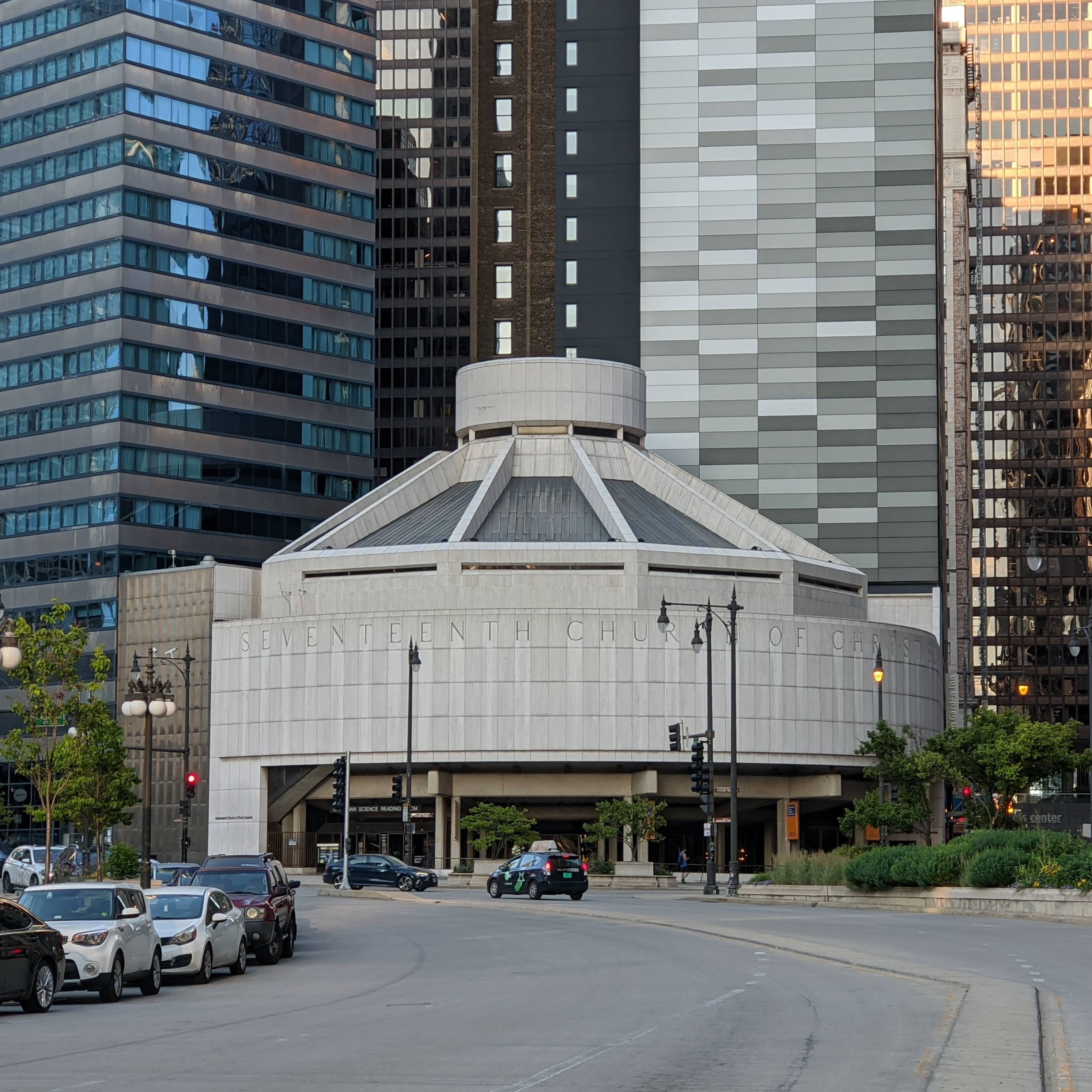
Сімнадцята церква в Чикаго.
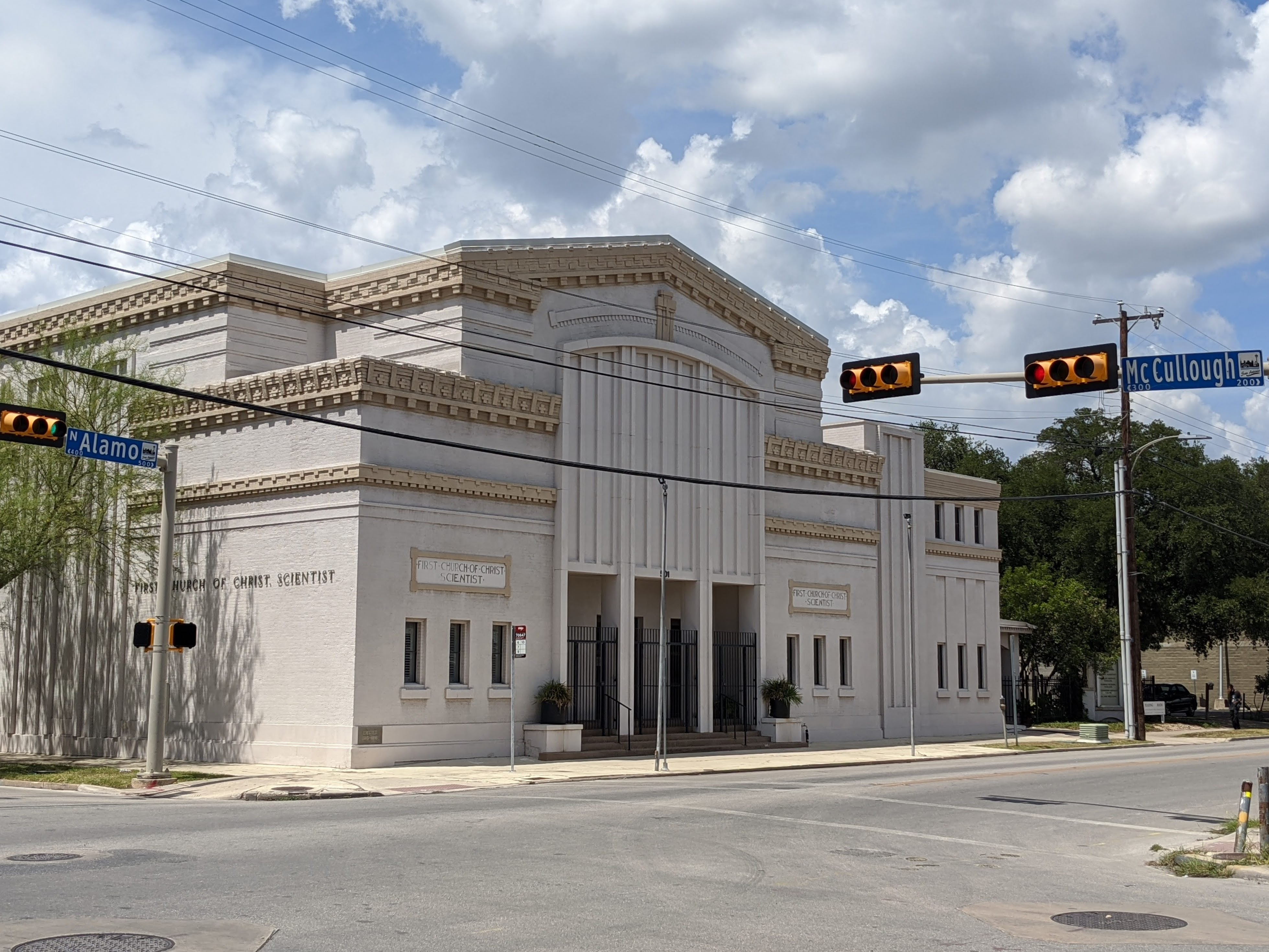
Перша церква в Сан-Антоніо.
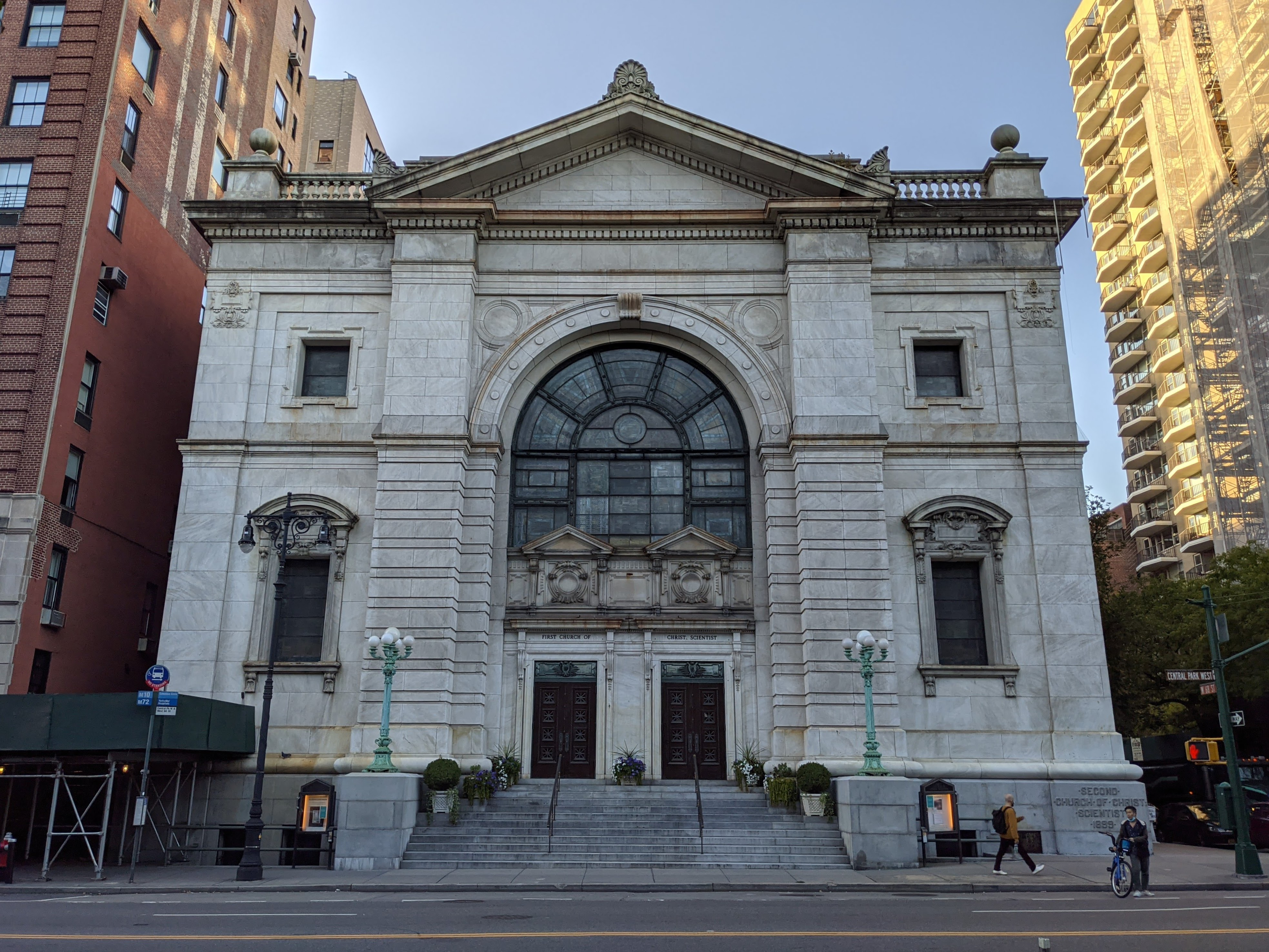
Друга церква у Нью-Йорку.

## Критика

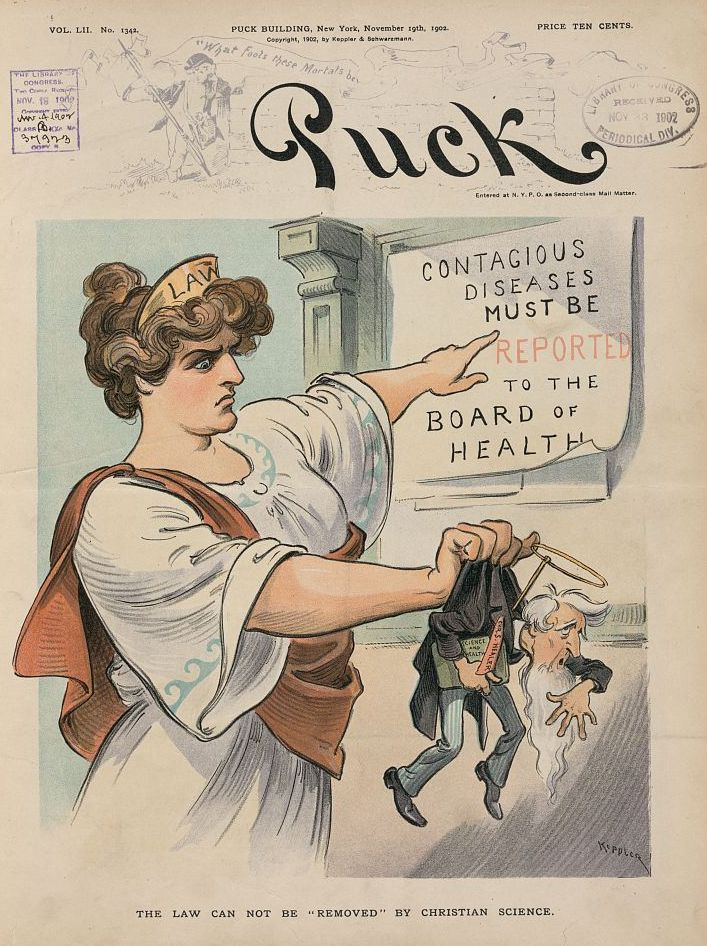
Закон не може бути скасований християнською наукою. Карикатура (1902)

Християнську науку критикують за її критичне або навіть вороже ставлення до традиційної медицини, вакцинації та ліків. Однак, за словами релігійної громади, вона дозволяє своїм членам самостійно вирішувати, як їм ставитися до цього питання та який вид медичного обслуговування вони бажають обрати.
Відомо кілька випадків смерті дітей у молодому віці від хвороб чи травм, які можна було б вилікувати. У деяких випадках дітей нехтували або вбивали через недбалість.  Однак, особливо в США, важко вжити правових заходів проти батьків цих дітей, оскільки Christian Science також докладає значних зусиль шляхом лобіювання, щоб отримати правову основу, яка б відстоювала таку форму опіки під виглядом сводоби віросповідання.
Представники деяких інших християнських конфесій вважають «Християнську науку» псевдохристиянською сектою.

## Відомі послідовники
Серед відомих прихильників християнської науки були директори Центральної розвідки Вільям Г. Вебстер та адмірал Стенсфілд М. Тернер, а також керівник апарату Річарда Ніксона Г. Р. Голдеман та головний внутрішній радник Джон Ерліхман. Віконти Волдорф і Ненсі Астор, остання з яких була першою жінкою-членом Британського парламенту, також були християнськими саєнтистами; як і одні з перших жінок у парламенті – Тельма Казалет-Кір і Маргарет Вінтрінгем. Брат Тельми, Віктор Казалет, також був членом церкви. Ще одним членом церкви був морський офіцер Чарльз Лайтоллер, який вижив під час загибелі «Титаніка» в 1912 році. Прихильниками церкви в уряді Сполучених Штатів також були сенатор Джоселін Бердік , губернатор Скотт МакКаллум  та міністр фінансів Генрі Полсон . Серед суфражисток також були представники християнського руху «наукових християн», зокрема Віда Гольдштейн , Мюріел Меттерс  та Нетті Роджерс Шулер . Бізнес-леді Марта Матильда Гарпер  та Бетт Несміт Грем  були християнськими саєнтистами. Як і засновник Американського інституту шрифту Брайля, Дж. Роберт Аткінсон.
У спорті прихильниками християнської науки були Гаррі Портер , Гарольд Бредлі-молодший  та Джордж Сіслер . Серед християнських саєнтистів у кіноіндустрії були Керол Ченнінг та Джин Степлтон ; Коллін Дьюхерст ; Джоан Кроуфорд, Доріс Дей, Джордж Гамільтон, Мері Пікфорд, Джинджер Роджерс, Міккі Руні ; Гортон Фут ; Кінг Відор ; Роберт Дюваль та Вела Кілмера. Християнськими саєнтистами були також юрист Гельмут Джеймс Граф фон Мольтке , військовий аналітик Даніель Еллсберг ; Еллен Дедженерес, Генрі Фонда, Одрі Хепберн ; Джеймс Гетфілд, Мерилін Монро, Робін Вільямс, Елізабет Тейлор  та Енн Арчер . З християнською наукою були пов'язані чотири відомі афроамериканські артисти, а саме: Перл Бейлі, Лайонел Гемптон, Еверетт Лі та Елфрі Вудард.